# Amadou Toumani Touré
Amadou Toumani Touré (4. listopadu 1948, Mopti, Mali – 10. listopadu 2020, Istanbul, Turecko) byl malijský politik, v letech 2002 až 2012 prezident země.
Po dokončení středního vzdělání se stal vojákem a příslušníkem elitních výsadkářských oddílů a v roce 1984 jejich velitelem. V březnu 1991 se zúčastnil puče proti Moussovi Traorému a byl krátce úřadujícím prezidentem, ve volbách v roce 1992 ale prohrál s Alphou Oumarem Konarém. Do prezidentské funkce se tak řádně dostal až po vyhraných volbách v roce 2002 a zůstal v ní do března 2012, kdy byl při převratu sesazen a 8. dubna pak oficiálně rezignoval, když do konce jeho mandátu zbývalo jen několik týdnů.